# Greigia sphacelata
Greigia sphacelata är en gräsväxtart som först beskrevs av Hipólito Ruiz López och Pav., och fick sitt nu gällande namn av Eduard August von Regel. Greigia sphacelata ingår i släktet Greigia och familjen Bromeliaceae. Inga underarter finns listade i Catalogue of Life.. Producerar en ätbar frukt som kallas en Chupón.

## Bildgalleri

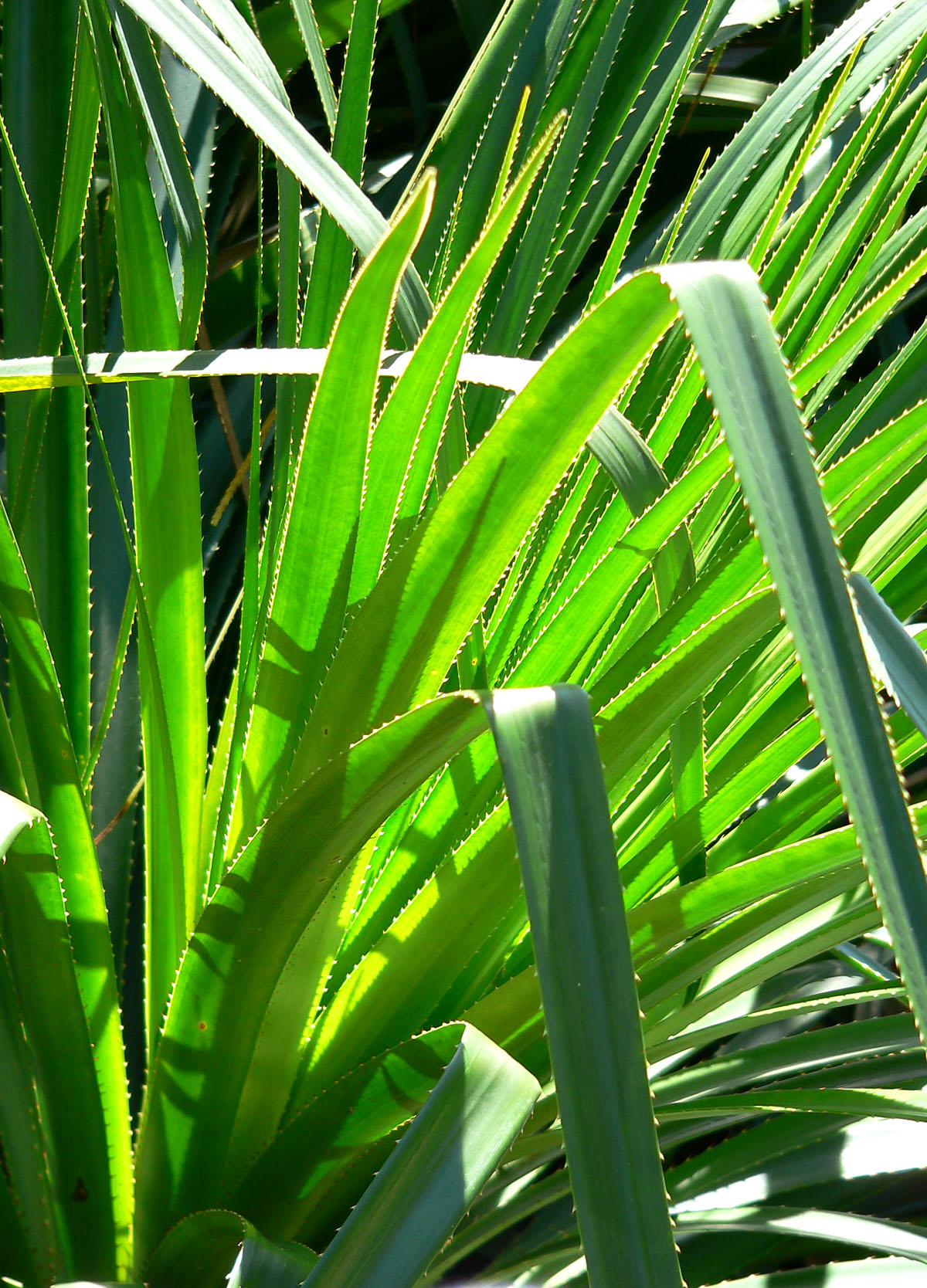
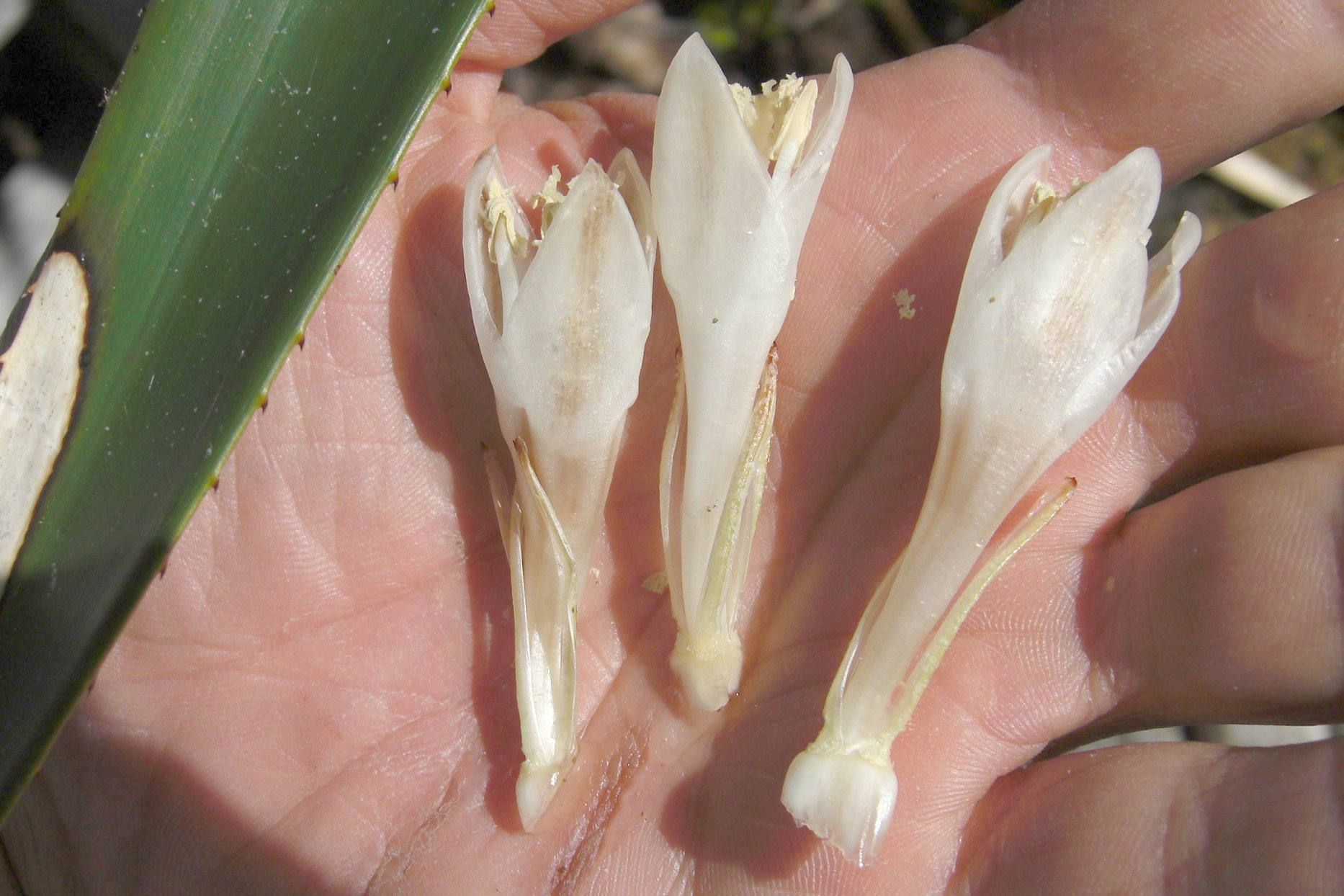
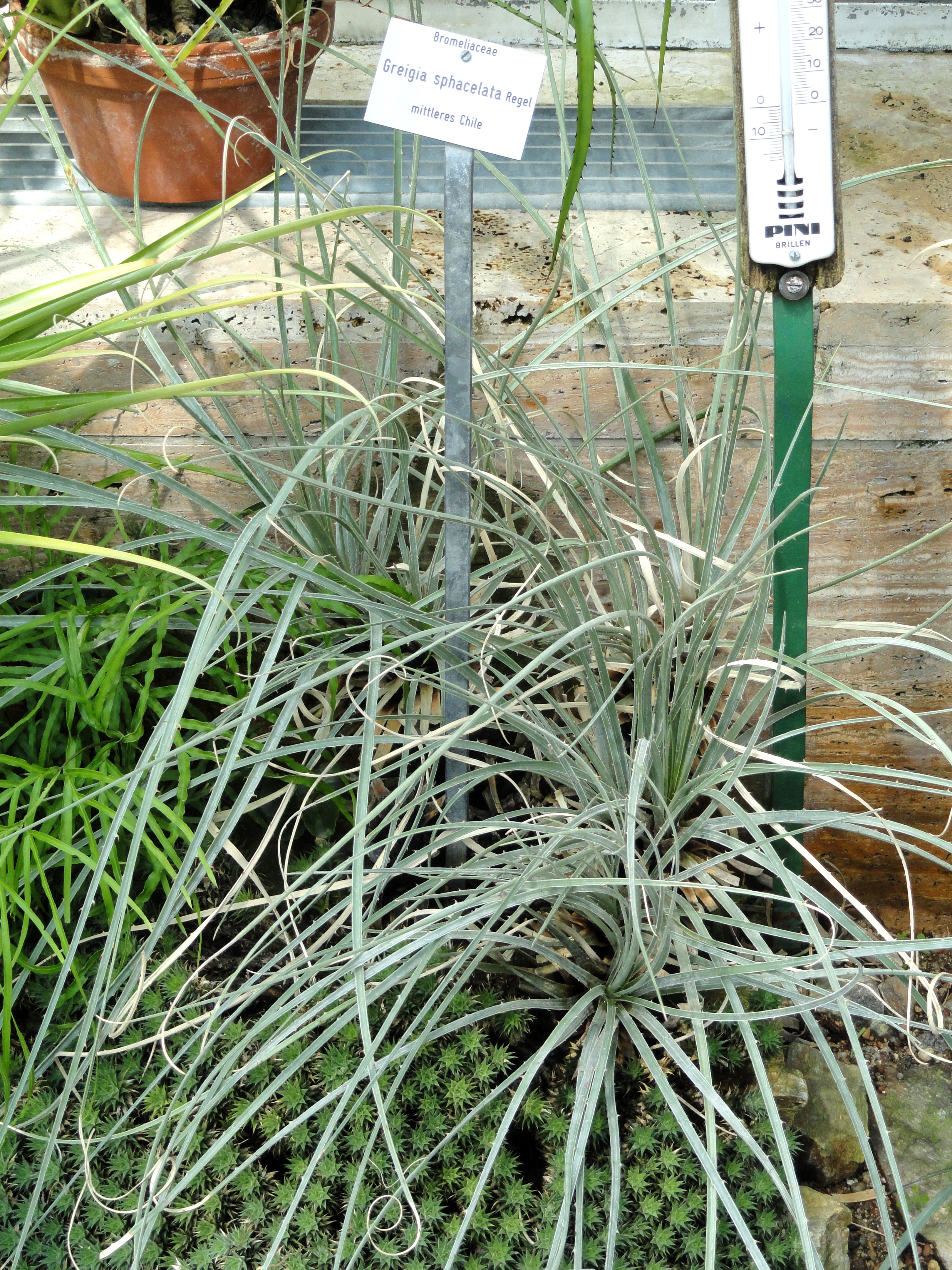
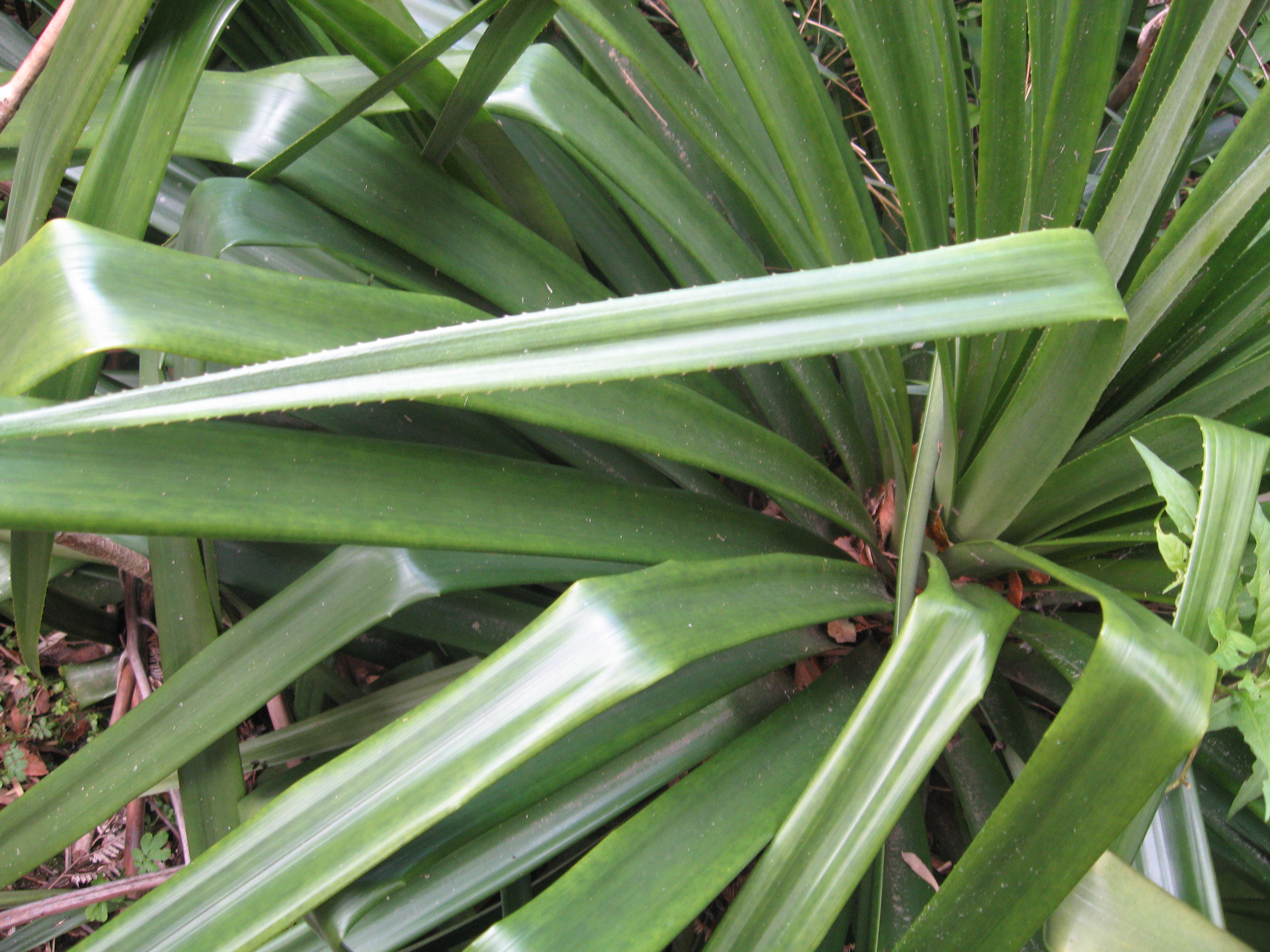